# Joan Múrria i Boada
Joan Múrria i Boada (Eixample, Barcelona, 1950) és un botiguer català. Fill de l'amo d'una botiga modernista, Colmado Múrria. Quan va morir el seu pare el 1969 va deixar els estudis de comerç i es va fer càrrec de la botiga. Aviat es va adonar que el perfil del comerç havia de canviar cap a una línia més innovadora. En els anys setanta va començar a viatjar per conèixer de prop la realitat europea en el camp de l'alimentació i fer una recerca sobre les línies de futur.
El seu esperit emprenedor i optimista el va portar a conèixer i investigar, i es va convertir en un expert del tast i un gran coneixedor dels productes d'alta qualitat del país i d'arreu del món. Va decidir que la línia que desenvoluparia estaria al costat dels productes naturals, de molta qualitat i innovadors. La botiga es va transformar en un petit laboratori d'experiències gastronòmiques per als clients i els amics i, sobretot, va esdevenir un punt d'informació de la gastronomia més moderna i de qualitat.
Ha participat en les experiències de promoció del comerç de la ciutat, ha estat des del primer moment soci de l'Associació de Botiguers i Professionals de la Dreta de l'Eixample, Cor Eixample, i col·labora amb Turisme de Barcelona i Shopping line. La seva trajectòria és mostra i testimoni de l'evolució, la qualitat i la recuperació artística, cultural, patrimonial i turística de l'Eixample. Per aquest motiu el 2001 va rebre la Medalla d'Honor de Barcelona.